# Аббасов, Ислам Азим оглы
Ислам  Азим оглы Аббасов (азерб. İslam Əzim oğlu Abbasov; род. 24 марта 1996) — азербайджанский борец греко-римского стиля, призёр Европейских игр 2019 года и чемпионатов Европы (2019, 2020, 2022, 2025). Чемпион Европы среди молодёжи 2018 года.

## Биография
Родился 24 марта 1996 года в Сумгаите в семье выходцев из Губадлинского района. Борьбой активно начал заниматься с 2005 года.  С 2013 по 2014 год становился чемпионом мира среди кадетов, обладатель трёх таких титулов. В 2015 и 2016 годах становился чемпионом Европы среди юниоров. 
В 2017 году на домашних Играх исламской солидарности в Баку Аббасов в весовой категории до 85 кг становится чемпионом, выиграв в финале спортсмена из Турции Али Ченгиза.
В 2018 году стал чемпионом Европы среди борцов не старше 23-х лет. 
На чемпионате Европы в Бухаресте в 2019 году завоевал серебряную медаль взрослого чемпионата уступив только в финальном матче украинцу Жану Беленюку.
В феврале 2020 года на чемпионате континента в итальянской столице, в весовой категории до 87 кг Ислам в схватке за бронзовую медаль поборол спортсмена из Литвы Эйвидаса Станкевичюса и завоевал бронзовую медаль европейского первенства.
В марте 2021 года Ислам Аббасов выиграл золото на первом лицензионном турнире к Олимпийским играм 2020 в Будапеште, завоевав тем самым лицензию к Олимпиаде.
В апреле 2025 года на чемпионате Европы в Братиславе в весовой категории до 87 кг завоевал бронзовую медаль. В схватке за третье место одолел соперника из Украины Ярослава Фильчакова.